# Orden al Mérito Militar de Carlos Federico

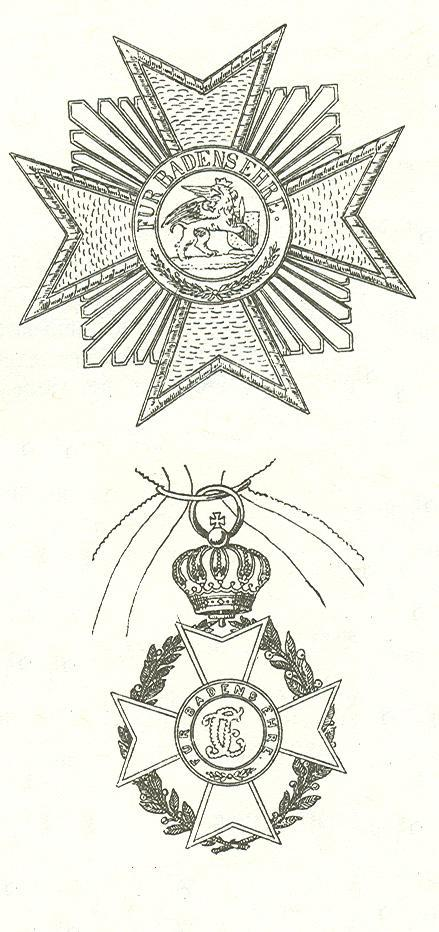
Estrella y Gran Cruz de la orden.

La Orden al Mérito Militar de Carlos Federico (en alemán: Militär Karl-Friedrich-Verdienstorden) fue una orden militar al mérito del Gran Ducado de Baden. Establecida el 5 de octubre de 1805 por Carlos Federico, Elector y después Gran Duque de Baden, la orden reconocía el destacado mérito militar entre oficiales militares. En 1807, se añadieron medallas asociadas con la orden como la más alta condecoración por valentía para soldados comisionados y no comisionados.

## Clases
- Grandes Cruces
- Comandantes
- Caballeros

## Condecorados
| - Grandes Cruces - Alberto I de Sajonia - Príncipe Carlos de Prusia - Gran Duque Federico Francisco II de Mecklemburgo-Schwerin - Gran Duque Federico I de Baden - Emperador Federico III de Alemania - Príncipe Federico Carlos de Prusia - François Joseph Lefebvre - Gran Duque Luis II de Baden - Grana Duque Miguel Nikolaevich de Rusia - Helmuth von Moltke (el Viejo) - Nicolás I de Rusia - Albrecht von Roon - Príncipe de la Corona Ruperto de Baviera - August von Werder - Emperador Guillermo II de Alemania - Príncipe Guillermo de Baden - Emperador Guillermo I de Alemania - Príncipe Guillermo de Baden (1829-1897) - Príncipe Guillermo de Hohenzollern - Ferdinand von Wrangel - Friedrich Graf von Wrangel | - Comandantes - Príncipe Alberto de Prusia (1837-1906) - Leonhard Graf von Blumenthal - Friedrich Karl von Tettenborn - Caballeros - Georg von Bismarck - Karl-Heinrich Brenner - Nikolaus zu Dohna-Schlodien - Albert Dossenbach - Hermann Frommherz - Hermann Göring - Wilhelm von Hahnke - Príncipe Hermann de Hohenlohe-Langenburg - Bruno Loerzer - Eduard von Pestel - Otto Wagener - Alfred von Waldersee - Sin clasificar - Hermann Habich - Emil Meinecke - Karl Ritscherle |